# جرم زمین

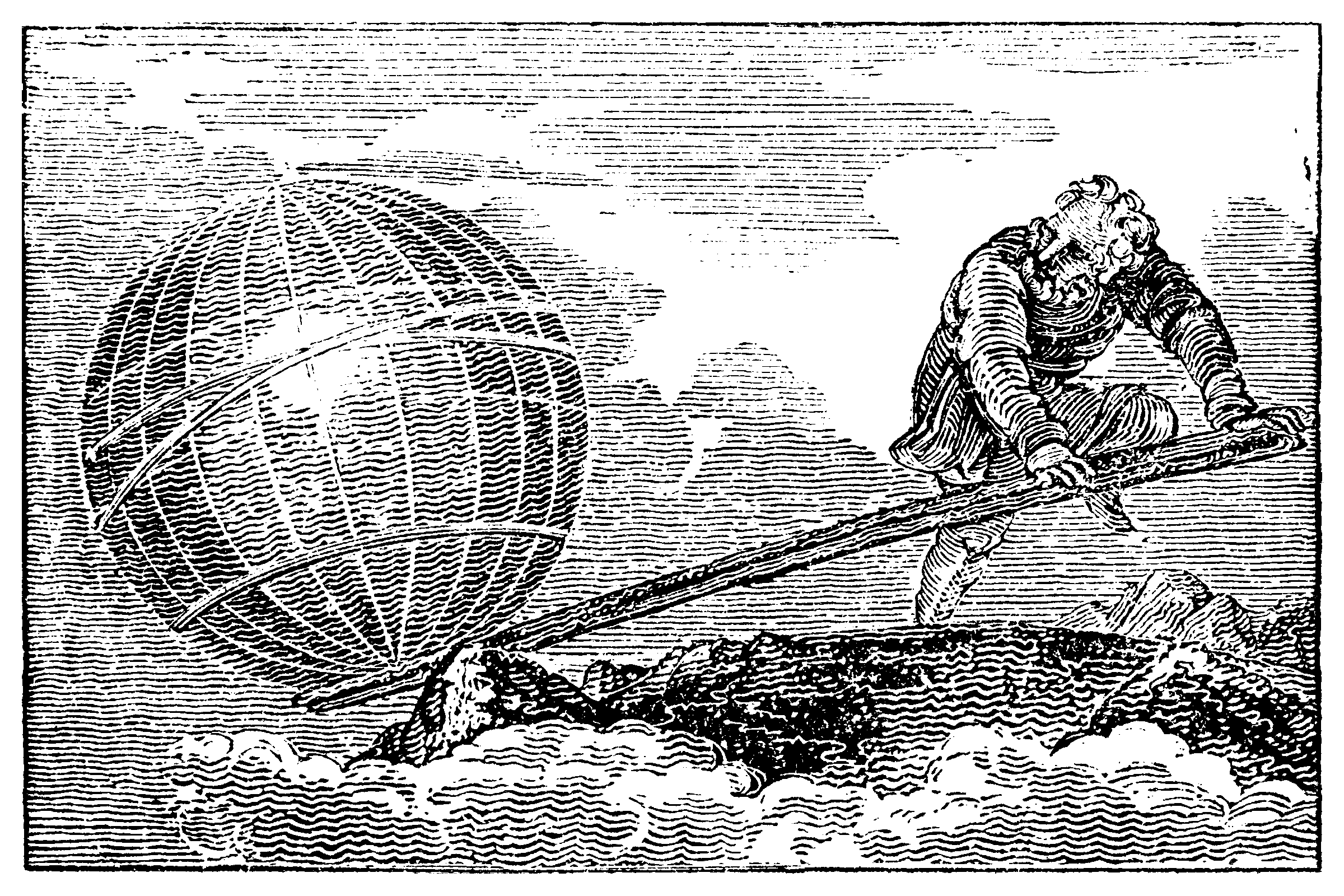
طرح اسکچ اندازه گیری جرم زمین

جرم زمین یا جرم زمینی (به انگلیسی: Earth mass)، یا (🜨M) که در آن (نشان 🜨 نماد استاندارد نجومی برای سیارهٔ زمین است)، یک یکای جرم است که اندازهٔ آن برابر با جرم سیارهٔ زمین است. در برآورد مقدار این یکا جرمِ اتمسفرِ این سیاره هم به حساب آمده ولی جرم ماه را شامل نمی‌شود. بهترین برآورد مقداری کنونی برای جرم زمین را برابر با: M🜨 = (۵٫۹۷۲۲ ± ۰٫۰۰۰۶) × ۱۰*۲۴ کیلوگرم دانسته‌است جرم زمین به عنوان یکی از یکاهای استاندارد جرم در ستاره‌شناسی کاربرد دارد و برای نشان‌دادن نسبت جرمی سیاره‌های دیگر، از جمله سیاره‌های سنگی زمین‌سان و سیاره‌های فراخورشیدی استفاده می‌شود.

## ارزش مقداری
تخمین زده می‌شود که ارزش مقداری جرم زمین:
M🜨 = (۵٫۹۷۲۲ ± ۰٫۰۰۰۶) × ۱۰*۲۴ کیلوگرم
و یا:
{\displaystyle M_{\oplus }={\frac {1}{332\;946.0487\;\pm \;0.0006}}\;\mathrm {M_{\odot }} \approx 3.003\times 10^{-6}\;\mathrm {M_{\odot }} }. باشد.
| جرم آسمانی    | ارزش مقداری جرم آسمانی /جرم زمین M🜨 | منبع        |
| ------------- | ----------------------------------- | ----------- |
| ماه           | ۰٫۰۱۲۳۰۰۰۳۷۱                        | [ ۳ ]       |
| خورشید        | ۳۳۲۹۴۶٫۰۴۸۷±۰٫۰۰۰۷                  | [ ۲ ]       |
| تیر یا عطارد  | ۰٫۰۵۵۳                              | [ ۴ ]       |
| زهره یا ناهید | ۰٫۸۱۵                               | [ ۴ ]       |
| زمین          | ۱                                   | برابر تعریف |
| بهرام یا مریخ | ۰٫۱۰۷                               | [ ۴ ]       |
| هرمز یا مشتری | ۳۱۷٫۸                               | [ ۴ ]       |
| کیوان یا زحل  | ۹۵٫۲                                | [ ۴ ]       |
| اورانوس       | ۱۴٫۵                                | [ ۴ ]       |
| نپتون         | ۱۷٫۱                                | [ ۴ ]       |
| Gliese 667 Cc | ۳٫۸                                 | [ ۵ ]       |
| Kepler-442b   | ۱٫۰ – ۸٫۲                           | [ ۶ ]       |